# Rhynchorhamphus
Rhynchorhamphus is een geslacht van straalvinnige vissen uit de familie van halfsnavelbekken (Hemiramphidae). Het geslacht is voor het eerst wetenschappelijk beschreven in 1929 door Fowler.

## Soorten
- Rhynchorhamphus arabicus Parin & Shcherbachev, 1972
- Rhynchorhamphus georgii (Valenciennes, 1847)
- Rhynchorhamphus malabaricus Collette, 1976
- Rhynchorhamphus naga Collette, 1976